# Cal Forné
Cal Forné és una casa de Granyena de Segarra (Segarra) que forma part de l'Inventari del Patrimoni Arquitectònic de Catalunya.

## Descripció
L'actual edifici és de planta rectangular i la seva façana principal està situada a la cantonada del carrer del Pou i el C/ Major. Conserva algun element de l'antiga primitiva casa, si bé aquesta ha sofert moltes reformes. La distribució dels pisos és planta baixa, primer pis i golfes.

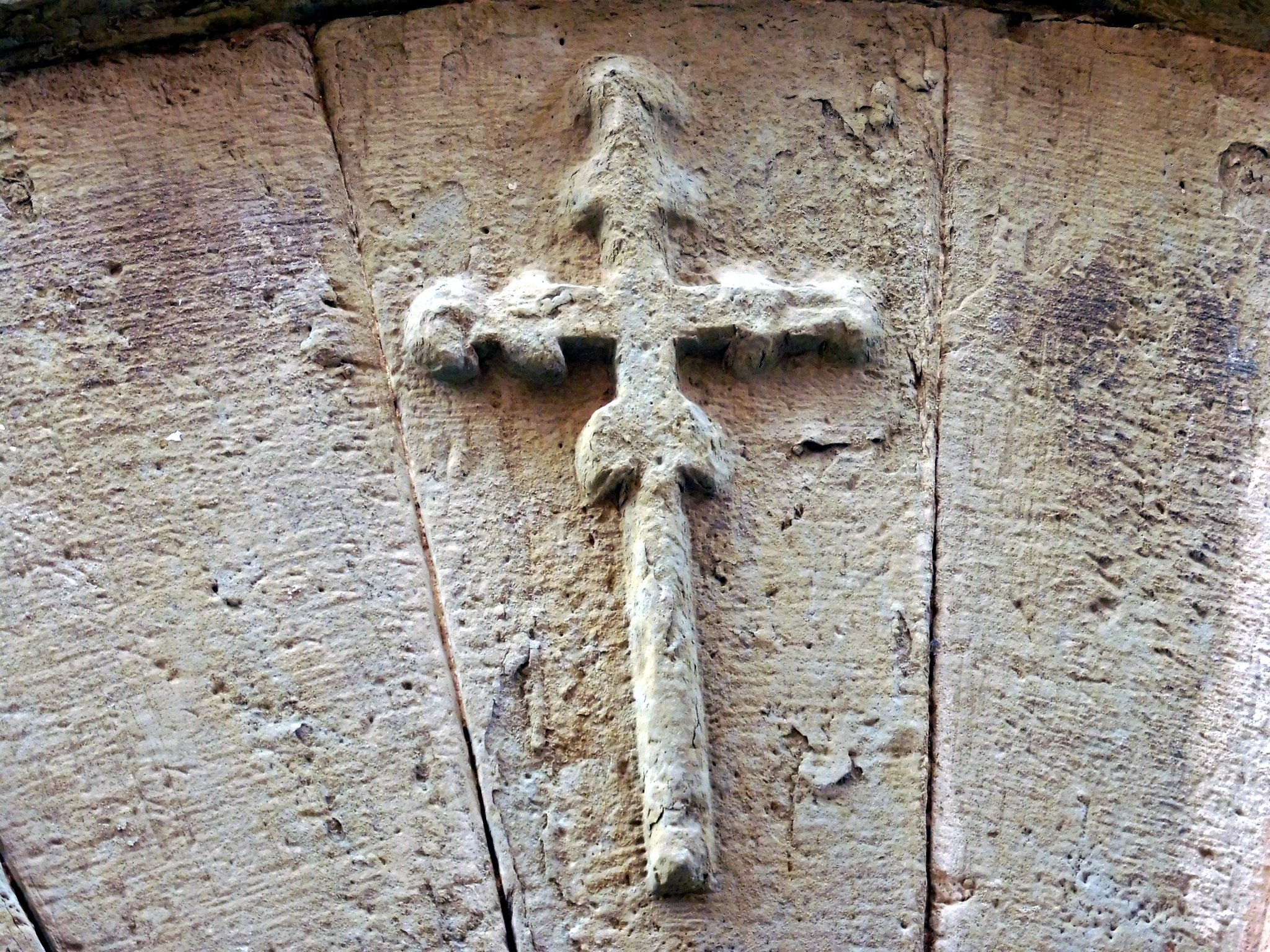
Detall de la creu

 L'element més significatiu el trobem, en part, integrat en el paredat de la casa. Es tracta d'una part del dovellat de l'antiga porta d'entrada, d'arc de mig punt, i presenta a la seva clau, un relleu d'una doble creu que correspon al símbol de Sant Joan de l'Hospital. Actualment no es conserva el dovellat dret d'aquesta antiga porta, ja que reformes posteriors van alterar i trencar la seva estructura primitiva, integrant una fornícula, i que avui en dia, hi ha la imatge de Sant Antoni Abat protegit amb una porta de vidre. L'actual paredat és molt irregular i bastant mal cuidat on s'evidencia l'ús de pedra, maó i en alguns sectors, arrebossat.

## Història
Situat al carrer del Portal, on es troba un portal d'accés a l'antiga vila. La presència d'una doble creu a la seva façana principal en demostra una presència activa de l'Orde de l'Hospital en aquesta població.